# Сантана-ду-Сан-Франсиску
Сантана-ду-Сан-Франсиску (порт. Santana do São Francisco) — муниципалитет в Бразилии, входит в штат Сержипи. Составная часть мезорегиона Восток штата Сержипи. Входит в экономико-статистический микрорегион Проприя.